# شرمن
شرمن (به آلمانی: Schermen) یک منطقهٔ مسکونی در آلمان است که در Möser واقع شده‌است. شرمن ۱٬۵۶۳ نفر جمعیت دارد.